# Кабельная муфта

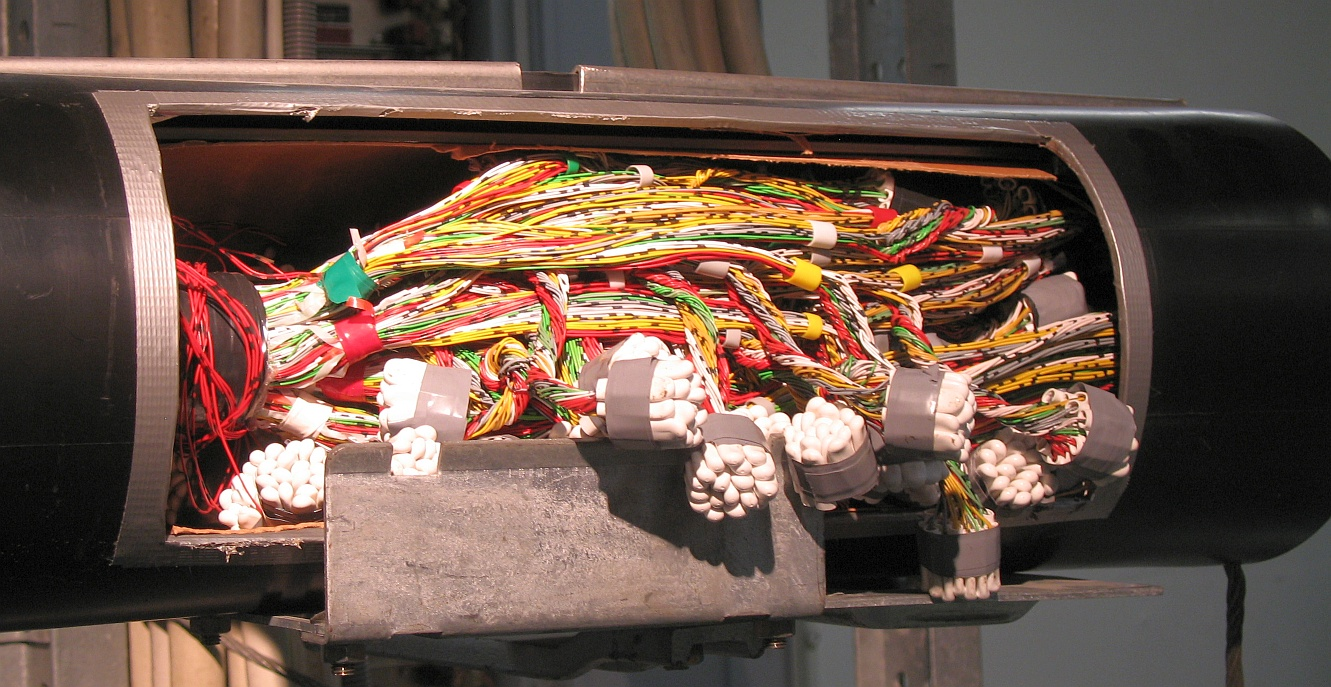
Муфта на телефонном кабеле. Жилы соединяются с помощью индивидуальных зажимов

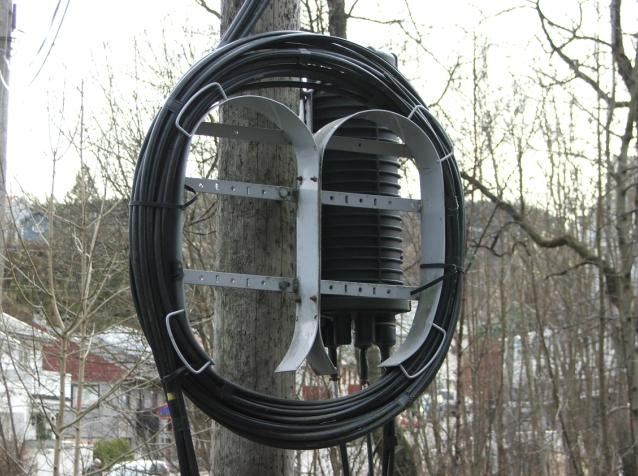
Оптическая муфта

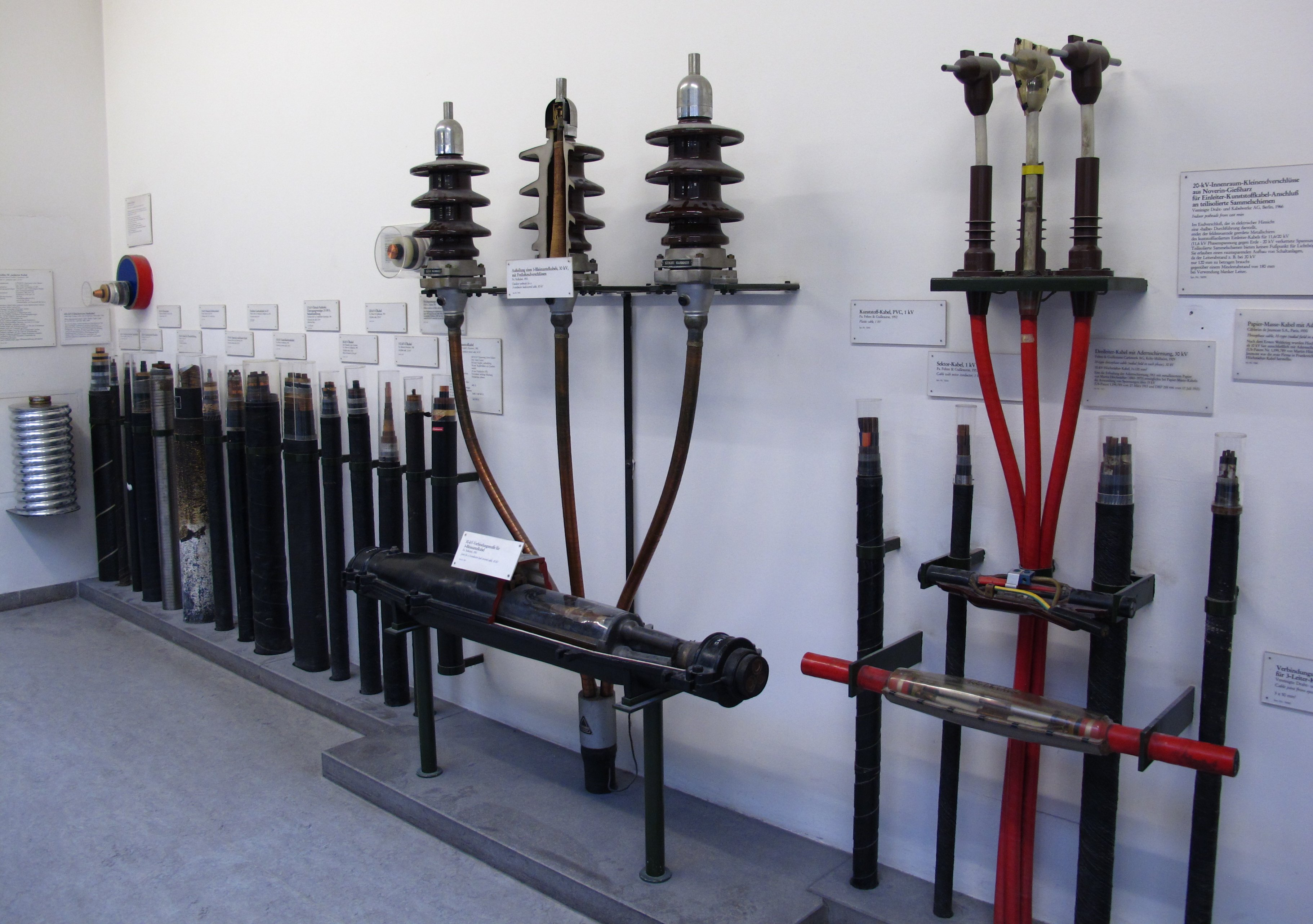
Муфты высоковольтных силовых кабелей (справа): вверху — концевые, внизу — соединительные

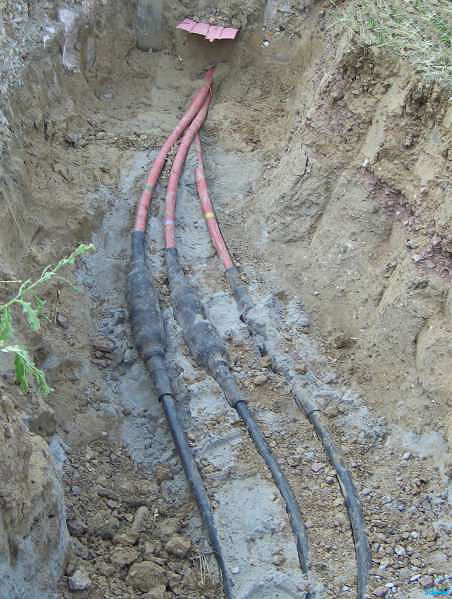
Соединительные муфты на кабельной ЛЭП

Кабельная муфта (от нем. Muffe или нидерл. mof) — приспособление, предназначенное для соединения электрических и оптических кабелей в кабельную линию и для их подвода к электрическим установкам, станционным сооружениям, воздушным линиям электропередачи и связи. Муфты представляют собой комплект деталей и материалов, обеспечивающий восстановление электрической, конструктивной и механической целостности кабеля. Состав комплекта определяется рабочим напряжением, частотой, количеством жил, типом изоляции и конструктивными особенностями кабеля.

## Способы соединения жил в кабеле
Симметричный кабель может соединяться следующими способами:
- скрутка;
- скрутка с пайкой;
- c помощью зажимов: индивидуальных или групповых;
- с помощью обжимных гильз
- с помощью болтовых соединителей.

Соединение кабелей скруткой применяется в наименее ответственных линиях, так как не обеспечивает надёжного контакта в течение длительного времени. Жилы, соединённые при помощи скрутки и скрутки с пайкой, изолируют с помощью диэлектрических гильз.
Для соединения коаксиальных кабелей недостаточно простого контакта жил — необходимо обеспечить заданное волновое сопротивление. Поэтому коаксиальные кабели соединяют с помощью специальных гильз.
Оптические волокна сращивают с помощью сварки, либо с использованием неразъёмных соединителей. При сращивании оптических волокон большое значение имеет подготовка оптического волокна: торцы оптических волокон должны быть максимально гладкими, поверхность не должна быть загрязнена пылью. Современные сварочные аппараты для оптических волокон позволяют на месте контролировать качество сварки, для чего содержат микроскоп, а также тестовый лазер, позволяющий проверить затухание сигнала при прохождении сварного шва.
Жилы силовых кабелей соединяют с помощью наконечников, которые стягиваются болтами, или гильз; к жиле они крепятся либо также с помощью болтов, либо обжимом.

## Классификация

### Муфты кабельные соединительные
- для кабеля с бумажнопропитанной изоляцией. 1Стп-4х150-240 С (1 - на напряжение до 1кВ, С - соединительная, тп - термопластичная (термоусаживаемая), 4 - количество жил, 150-240 - диапазон сечения жил, С - в комплекте с механическим болтовым соединителем)
- для кабеля с изоляцией из ПВХ и сшитого ПЭ. 1ПСтп-5х150-240 С (1 - на напряжение до 1кВ, П - тип изоляции кабеля, С - соединительная, тп - термопластичная (термоусаживаемая), 5 - количество жил, 150-240 - диапазон сечения жил, С - в комплекте с механическим болтовым соединителем)
  - муфты Стп
  - муфты СтпР (Р - ремонтная)
  - муфты СтпБ (Б - бронированный кабель)
  - муфта СтпО (О - одножильный кабель)
  - муфты ПСтп
  - муфта ПСтпР
  - муфта ПСтпБ
  - муфта ПСтпО

### Муфты кабельные переходные
Переходные муфты используются для соединения кабелей разного типа, например с бумажнопропитанной изоляцией и с изоляцией из сшитого полиэтилена.

### Муфты кабельные концевые
- для кабеля с бумажнопропитанной изоляцией. 1КВ(Н)тп-4х150-240 Н (К - концевая, В - внутренней либо Н - наружной установки, тп - термопластичная (термоусаживаемая), 4 - количество жил, 150-240 - диапазон сечения жил, Н - в комплекте с механическим болтовым наконечником)

- для кабеля с изоляцией из ПВХ и сшитого ПЭ. 1ПКВ(Н)тп-5х150-240 Н (П-тип изоляции кабеля, К-концевая, В-внутренней либо Н-наружной установки, тп-термопластичная (термоусаживаемая), 5-количество жил, 150-240-диапазон сечения жил, Н-в комплекте с механическим болтовым наконечником)
  - муфты КВтп, КНтп
  - муфты КВтпБ, КНтпБ
  - муфты КВтпО, КНтпО
  - муфты ПКВтп, ПКНтп
  - муфты ПКВтпБ, ПКНтпБ
  - муфты ПКВтпО, ПКНтпО